# 克爾什科城市市鎮

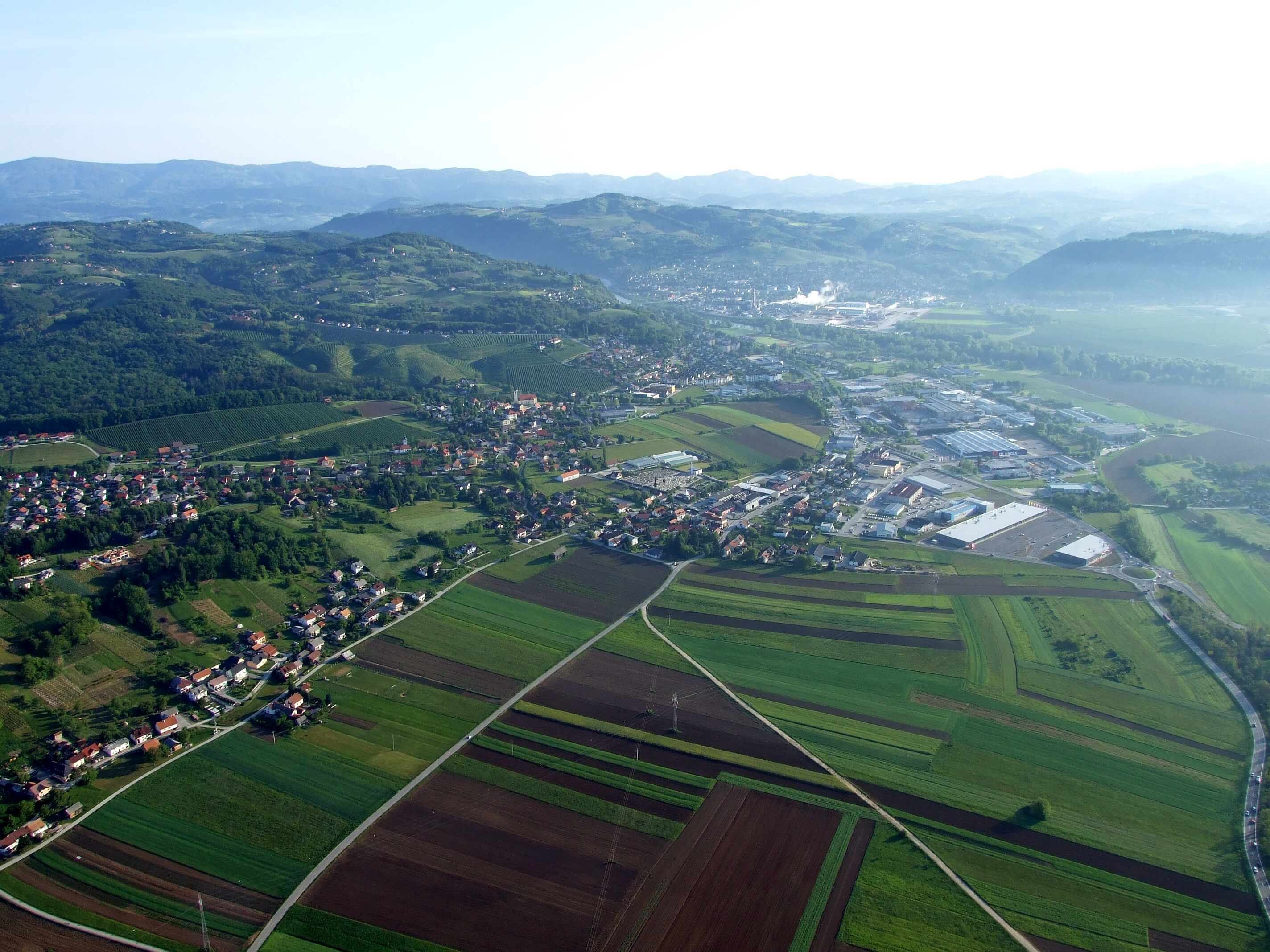
上空照

45°57′N 15°29′E / 45.950°N 15.483°E
克爾什科城市市鎮，是斯洛文尼亞東部的一個城市市镇，行政中心为克爾什科。市镇面積为286.5平方公里，海拔高度163米，2023年人口数量为25,982人。克尔什科在2021年12月获得城市市镇的地位。该市镇与克罗地亚接壤。